# لاري ميتز
لاري ميتز (بالإنجليزية: Larry Metz)‏ هو سياسي أمريكي، ولد في 20 مارس 1955 في الولايات المتحدة. حزبياً، نشط في الحزب الجمهوري. وقد انتخب عضو مجلس نواب فلوريدا.